# Тімербаєво
Тімерба́єво (рос. Тимербаево, башк. Тимербай) — присілок у складі Куюргазинського району Башкортостану, Росія. Входить до складу Свободинської сільської ради.
Населення — 298 осіб (2010; 314 в 2002).
Національний склад:
- татари — 63%
- башкири — 36%